# Егоров, Всеволод Александрович
Все́волод Алекса́ндрович Его́ров (12 декабря 1930 года, Москва — 2001 ?) — советский и российский учёный-математик и механик. Доктор физико-математических наук.

## Биография
В 1953 году окончил механико-математический факультет МГУ. Получил рекомендацию в аспирантуру от профессора А. А. Космодемьянского. Ещё студентом начал работать в отделе механики МИАН, ученик М. В. Келдыша, с 1953 года работал в Отделении прикладной математики МИАН. С 1966 года — в Институте прикладной математики им. М. В. Келдыша. Работы по динамике космических полётов, был первым исследователем траекторий перелетов «Земля — Луна».
Кандидат физико-математических наук (1957), доктор физико-математических наук (1967). С 1973 года преподавал (по совместительству) на механико-математическом факультете МГУ, профессор кафедры теоретической механики.
В апреле 1964 года участвовал в отборе кандидатов для полёта на первом трехместном космическом корабле «Восход» (целевой набор «Восход»). Проходил медицинское обследование в Центральном научно-исследовательском авиационном госпитале (ЦНИАГ) в качестве кандидата в космонавты-исследователи от Института прикладной математики, но до спецподготовки допущен не был. В сентябре-октябре 1966 года вновь прошёл медицинское обследование в ЦНИАГ, на это раз — в качестве одного из кандидатов в первую группу космонавтов-учёных Академии Наук СССР, однако пройти обследование до конца не смог и допуска Главной медкомиссии не получил.
В начале 1970-х годов с группой коллег в ИПМ повторили на ЭВМ расчеты Джея Форрестера и группы Д. Медоуза, предсказывавших близкую, в начале XXI века, глобальную экологическую катастрофу. Были исправлены допущенные ошибки в построении стационарных режимов развития, поняты причины неизбежности этой катастрофы — анархия капиталистического производства. В 1976 году эти исследования были прекращены М. В. Келдышем в виду их бесперспективности в условиях социалистической экономики.
По инициативе М. В. Келдыша с конца 1970-х годов около 20 лет занимался проблемами медицинской диагностики и компьютеризации медицины. Создал в 1984 году при Научном Совете АН СССР по комплексной проблеме «Кибернетика» лабораторию биоинформатики и руководил её сектором — на общественных началах.
6 сентября 2001 года пропал без вести в городе Сочи, где имел собственное жильё.

## Публикации
- Егоров В. А. Пространственная задача достижения Луны. М.: Наука, 1965. 217 с.
- Егоров В. А., Гусев Л. И. Динамика перелётов между Землёй и Луной. М.: Наука, 1980. 544 с.
- Егоров В. А., Каллистов Ю. Н., Митрофанов В. Б., Пионтковский А. А. Математические модели глобального развития: Критический анализ моделей природопользования. Отв. ред. В. А. Егоров. Л.: Гидрометеоиздат, 1980. 192 с.

## Премии и награды, признание
- Лауреат Ленинской премии (1962)
- Бронзовая медаль ВДНХ (1980)
- Медаль «В память 850-летия Москвы» (1997)
- В честь В. А. Егорова назван астероид 8450 Egorov, открытый астрономом Н. С. Черных (2002)